# Belisana aninaj
Belisana aninaj is een spinnensoort uit de familie trilspinnen (Pholcidae). De soort komt voor in Thailand.